# Mynonebra diversa
Mynonebra diversa är en skalbaggsart som beskrevs av Francis Polkinghorne Pascoe 1864. Mynonebra diversa ingår i släktet Mynonebra och familjen långhorningar. Inga underarter finns listade i Catalogue of Life.